# Раевская-Иванова, Мария Дмитриевна
Мария Дмитриевна Раевская-Иванова, Иванова-Раевская (1840, с. Гавриловка, Изюмский уезд, Харьковская губерния — декабрь 1912, Харьков) — русский живописец, последовательница петербургского академизма, организатор художественного образования в Слободской Украине. Основательница Харьковской рисовальной школы (ныне — академии дизайна и искусств), почётный вольный общник Императорской Академии художеств (с 1872).

## Биография
Родилась в семье землевладельцев Харьковской губернии.
Получила солидное общее домашнее образование. Затем в течение пяти лет обучалась живописи за рубежом — во Франции, Италии и Дрездене под руководством пр. Эргардта. Во время учëбы, одновременно посещала курсы археологии, этнографии, истории искусств, лингвистики.
Вернувшись на родину, в 1868 г. она первая из русских женщин сдала экзамен при Императорской академии художеств на звание свободного художника и в начале 1869 открыла в Харькове первую в Российской империи частную школу рисования и живописи (с общедоступной платой, для неимущих — бесплатно). Организованная ей школа функционировала почти 30 лет. Её окончили около 100 учеников (среди учеников — Пётр Кончаловский). В 1896 передала школу городу. На базе школы в том же году была создана городская школа рисования и живописи, а в 1912 — художественное училище. Училище в годы советской власти стало техникумом, а позднее — Художественным институтом, сейчас это — Харьковская государственная академия дизайна и искусств.
За работы школы на первом конкурсе рисовальных школ, устроенном по инициативе И. Крамского, получила звание почëтного вольного общника Академии. На Всероссийской выставке рисовальных школ её школа получила второй диплом, опередив знаменитое Строгановское училище.
Ученики Раевской-Ивановой изучали выжигание на коже и дереве, теснение на коже, роспись по фарфору, живопись на бархате, разрисовывание кафельных печей, настенная живопись. Для большинства учеников школы профессия художника-прикладника стала основным источником существования. Педагогическая система в школе разрабатывалась с учётом опыта многих зарубежных педагогов. Главным способом познания действительности художница считала рисунок с натуры.
Муж — Раевский, Сергей Александрович — российский педагог, выпускник Харьковского университета, в 1906—1908 годах был попечителем Харьковского учебного округа, в 1919 — депутат Харьковской городской думы, кадет.
Сын — Раевский, Александр Сергеевич (1872—1924) — российский учёный, конструктор паровозов.

## Творчество
Представитель академизма. Создала ряд полотен (масло и акварель).
Автор учебника «Азбука рисования для семьи и школы» (1879) и руководства «Прописи элементов орнамента для технических школ», кроме того, статей и брошюр по художественно-педагогическим вопросам.
- Примеры работ Марии Раевской-Ивановой
- Автопортрет с моделью
- Букет
- Сельский пейзаж

## Память
В Краеведческом музее г. Барвенково есть экспозиция посвященная Марии Дмитриевне. Некоторые её вещи: одежда, предметы обихода.

## Интересное
в 2021 году на интернет аукционе Виолити продавалась картина «Зимнее утро» якобы её авторства.